# システインリアーゼ
システインリアーゼ(Cysteine lyase)は、以下の化学反応を触媒する酵素である。
L-システイン + 亜硫酸 {\displaystyle \rightleftharpoons } L-システイン酸 + 硫化水素
即ち、この酵素の基質はL-システインと亜硫酸、生成物はL-システイン酸と硫化水素である。
この酵素はリアーゼのファミリーに属し、特に炭素-硫黄リアーゼである。系統名はL-システイン硫化水素リアーゼである。この酵素は、システイン代謝、タウリン及びヒポタウリン代謝に関与する。また、補因子としてピリドキサールリン酸を必要とする。